# Pocahontas 2: Resan till en annan värld
Pocahontas 2: Resan till en annan värld (engelska: Pocahontas II: Journey to a New World) är en animerad film som 1998 släpptes direkt till video i USA den 4 augusti 1998. Filmen är en uppföljare till Pocahontas från 1995.
Filmen blev dåligt emottagen av kritiker och blev även en av Disneys mest opopulära filmer, främst på grund av att den får Pocahontas och John Smiths kärlek i första filmen att verka så obetydlig. Därför ignoreras den för det mesta även av Disney själva som en äkta uppföljare i de flesta sammanhang. 

## Handling
Pocahontas reser till London på ett viktigt fredsuppdrag – hon skall övertala kungen att sluta kriga. Med sig har hon en man från indianstammen, Uttamatomakkin, vilken hennes far har skickat med som beskydd. Hon har gett upp hoppet om att någonsin få se sin älskade John Smith igen eftersom det i London sägs att han har begått självmord.

## Sånger
| Originaltitel                     | Svensk titel                          | Sjungs av | Ställe i Filmen                                                   |
| --------------------------------- | ------------------------------------- | --- | ----------------------------------------------------------------- |
| Where Do I Go From Here?          | Vart skall jag gå någonstans?         | Pocahontas (Röst: Engelsk version: Judy Kuhn Svensk version: Helene Lundström)                                                                                        | I början av filmen                                                |
| What a Day in London              | Vilken dag i London                   | Pocahontas (Röst: se ovan) Köras av Londonborna | När Pocahontas anländer till London                               |
| Wait 'Til He Sees You             | När han ser dig                       | Mrs. Jenkins (Röst: Engelsk version: Angelina Hantseykins Svensk version: Towa Carson) och John Rolfe (Engelsk version: Billy Zane Svensk version: Reuben Sallmander) | När de två nämnda lär Pocahontas hur man lever det engelska livet |
| Things are not What They Appear   | Inget är som det ser ut               | Ratcliffe (Röst: Engelsk version: David Ogden Stiers Svensk version: Stefan Ljungqvist) Köras av magikerna                                                            | På balen                                                          |
| Where Do I Go From Here? (Repris) | Vart skall jag gå någonstans (repris) | Pocahontas (Röst: Se ovan) | Efter att Pocahontas rymmer från fängelset                        |
| Between Two Worlds                | Där våra världar möts                 | Pocahontas (Röst: se ovan) och John Rolfe (Röst: se ovan) | När eftertexterna visas                                           |

## Röster
Uttamatomakkin säger inga riktiga ord, utan gör endast olika ljud.

### Engelska röster
- Irene Bedard – Pocahontas
- Donal Gibson – Captain John Smith
- David Ogden Stiers – Governor John Ratcliffe
- Billy Zane – John Rolfe
- Jean Stapleton – Mrs. Jenkins
- Russel Means – Chieftain Powhatan
- Jim Cummings – King James
- Kath Soucie – Queen Anne
- Linda Hunt – Grandmother Willow
- Michelle St. John – Nakoma
- Brad Garrett – Uttamatomakkin

### Svenska röster
- Helene Lundström – Pocahontas
- Tommy Nilsson – Kapten John Smith
- Stefan Ljungqvist – Guvernör John Ratcliffe
- Reuben Sallmander – John Rolfe
- Towa Carson – Fru Jenkins
- Hans Josefsson – Hövding Powhatan
- Gunnar Uddén – Kung James
- Gunilla Orvelius – Drottning Anna
- Kätie Nilsson – Gammelmor Pilrot
- Malin Berghagen – Nakoma
- Steve Kratz – Gycklare #1
- Fredrik Hiller – Gycklare #2

### Fotnoter
1. ↑  ”Pocahontas II: Resan till en annan värld”. Disneyania. 19 mars 1998. http://www.d-zine.se/filmer/pocahontas2.htm. Läst 20 augusti 2016.